# Émile Braekman
Pour les articles homonymes, voir Braekman.
Émile Michel Braekman, né à Bruxelles le 9 octobre 1924 et décédé à Schaerbeek le 22 juillet 2013, est un pasteur de l'Église protestante unie de Belgique, un aumônier militaire, inspecteur des cours de religion protestante et historien du protestantisme.

## Biographie
Il étudia la théologie aux Universités de Strasbourg, de Cambridge et de Lausanne et obtint un doctorat ès Sciences Religieuses à Paris. Il reçut sa formation d'historien à l'Université de Liège et à l'Université libre de Bruxelles.
Il est l'auteur de nombreux ouvrages sur l'histoire du protestantisme en Belgique et sur les figures de la Réforme protestante. Il fut président de la Société royale d'histoire du protestantisme belge, société savante fondée à Bruxelles le 14 janvier 1904.
Il fut longtemps la cheville ouvrière du Bulletin de la Société Royale d'Histoire du Protestantisme Belge puis du Bulletin - Chronique de la Société Royale d'Histoire du Protestantisme Belge.

## Ses écrits (sélection)
- Guy de Brès, I, Sa vie, Bruxelles, 1960.
- Guy de Brès, Un réformateur en Belgique et dans le Nord de la France (1522-1567), cercle archéologique de Mons, Publication extraordinaire, nouvelle série, n°3, Mons, 2015.
- Le protestantisme belge au 16e siècle (Belgique-Nord de la France-Refuge), collection "Terres Protestantes", La Cause, 1998  (ISBN 2-87657-028-9) - lauréat du premier Concours littéraire de la Cause
- Le protestantisme belge au 17e siècle (Belgique-Nord de la France-Refuge), collection "Terres Protestantes", La Cause, 2001  (ISBN 2-87657-041-6)
- Histoire du protestantisme en Belgique au XIXe siècle, 1re partie : 1795-1865, Le Phare, Flavion-Florennes, 1988.
- Histoire de l'Église protestante de Dour, Société d'Histoire du Protestantisme Belge, Collection des Études historiques n°5, Bruxelles, 1977 - Prix Pays Protestants, Paris 1979
- Pierre Blommaert, Bruxelles : Éditions Aumônerie militaire protestante, 1952.
- Histoire du protestantisme au Congo, Bruxelles, 1961.
- Histoire de l'Église protestante de Liège, Édition ASBL "Les Amis de l'Église protestante de Liège-Marcellis", Liège, 1993.
- Jean Calvin, Johannes Calvinus, Introduction et catalogue, Ed. Bibliothèque Royale Albert 1er, Bruxelles, 1986.
- De Luther à Osterval, Les traductions protestantes de la Bible en langues allemande, française et néerlandaise du XVIe au XVIII. Introduction et catalogue, Ed. Église Protestante de Bruxelles, Bruxelles, 1983.